# Man and His Woman
Man and His Woman è un film del 1920 diretto da James Stuart Blackton. Prodotto dalla  J. Stuart Blackton Feature Pictures, il film venne distribuito nelle sale statunitensi il 18 luglio 1920 dalla Pathé Exchange.